# ارنشتو مارتنز
ارنشتو مارتنز (انگلیسی: Ernesto Martens؛ زاده ۲۸ ژانویهٔ ۱۹۳۳) یک است.